# Eva Kreienkamp

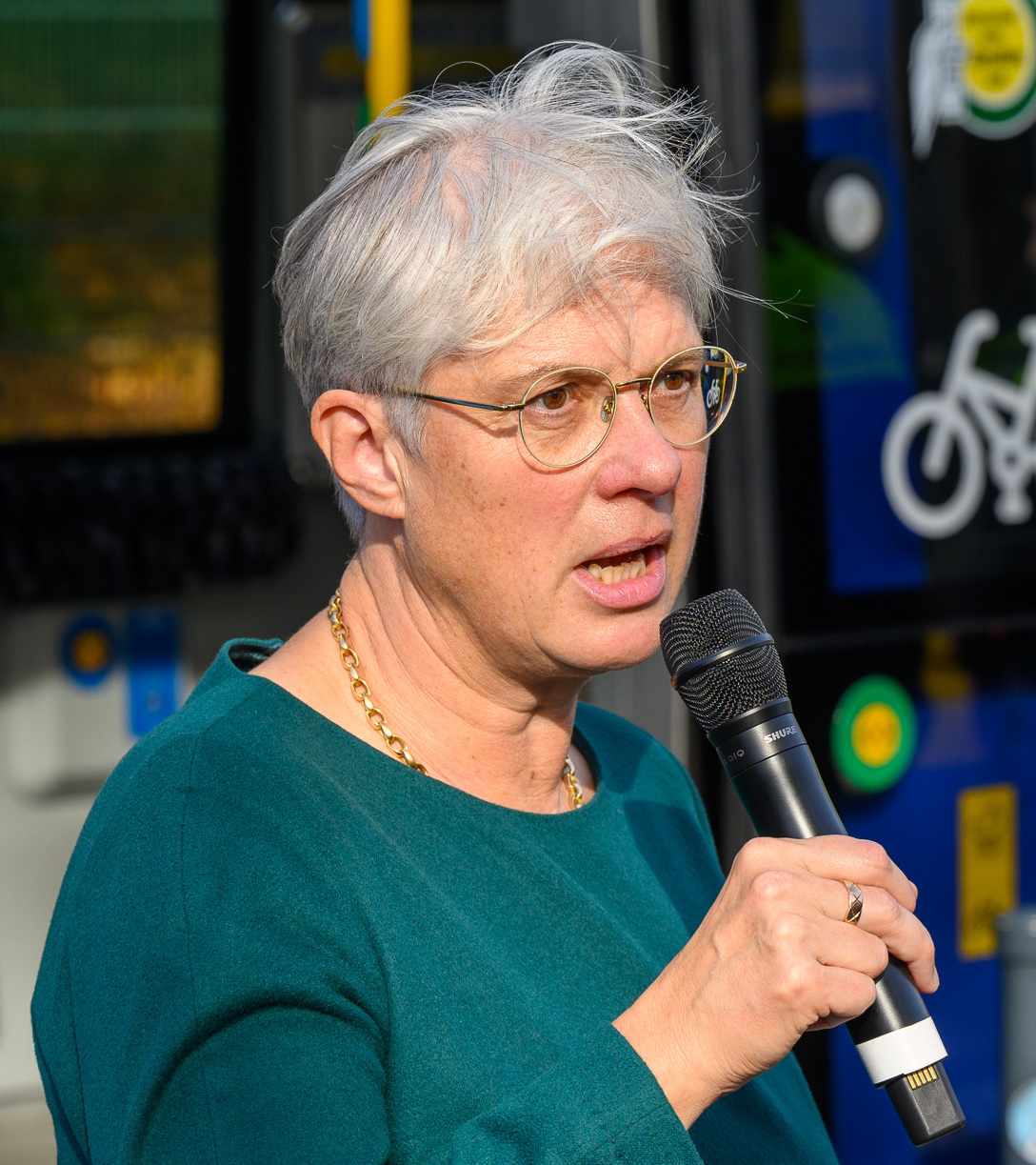
Eva Kreienkamp

Eva Kreienkamp (* 10. August 1962) ist eine deutsche Managerin und Geschäftsfrau. Von 2015 bis 2020 hatte Kreienkamp die Position der Co-Geschäftsführerin der Mainzer Verkehrsgesellschaft inne. Zum 1. Oktober 2020 übernahm Kreienkamp die Position der Vorstandsvorsitzenden der Berliner Verkehrsbetriebe als Nachfolgerin von Sigrid Nikutta. Am 27. April 2023 erfolgte durch die Gewährträgerversammlung der BVG ihre sofortige Abberufung.

## Leben
Eva Kreienkamp verbrachte einen Teil ihrer Schulzeit in einem Ursulinen-Internat in Belgien, ihr Abitur legte sie in Düsseldorf ab. Von 1982 bis 1989 studierte Kreienkamp Mathematik an der Heinrich-Heine-Universität Düsseldorf und der Ludwig-Maximilians-Universität München. Ihren Berufsweg begann die Diplom-Mathematikerin 1989 beim Start-Up Amadeus Data Process in Erding als Trainee in einem Rechenzentrum. Ab 1991 arbeitete sie für zehn Jahre im Management der Allianz Versicherung, zuletzt hatte sie dort die Position der Senior Vice President inne. Anschließend war sie von 2002 bis 2003 bei der Berlinwasser Holding AG und der Berlikomm Telekommunikationsgesellschaft tätig. Bereits 2001 gründete Kreienkamp gemeinsam mit ihrer Frau und einem weiteren Partner FrischCo., eine Gender- und Diversity-Marketing- und Marktforschungsfirma.
2009 wechselte Kreienkamp in den Verkehrssektor und übernahm erst die Finanzleitung, dann die Geschäftsführung des privaten Bahnunternehmens Hamburg-Köln-Express (HKX) / RDC Deutschland GmbH. 2014 trennten sich beide Seiten einvernehmlich, sie wechselte nach einer Auszeit zur Mainzer Verkehrsgesellschaft. Sie war unter anderem für das Verkehrskonzept „Mainzer Mobilität 2030“ verantwortlich. Ebenso war sie als Co-Geschäftsführerin unter anderem für die Bereiche Fahrpersonal, kaufmännische Funktionen, Digitalisierung und Infrastrukturprojekte zuständig. Parallel dazu war sie auch Geschäftsführerin der CityBahn GmbH zum Bau einer Straßenbahnlinie zwischen Mainz und Wiesbaden.
Im April 2020 gab die Berliner Senatorin für Wirtschaft, Energie und Betriebe, Ramona Pop, bekannt, dass Kreienkamp die Nachfolge der 2019 ausgeschiedenen Vorstandsvorsitzenden der Berliner Verkehrsbetriebe, Sigrid Nikutta, antreten werde. Kreienkamp trat die Position am 1. Oktober 2020 an. Im Oktober 2022 entschied der Aufsichtsrat der BVG, den Vertrag mit Kreienkamp nicht über den September 2023 hinaus zu verlängern. Am 26. April empfahl der BVG-Aufsichtsrat der Gewährträgerversammlung einstimmig ihre sofortige Abberufung und Freistellung. Die Gewährträgerversammlung folgte der Empfehlung einen Tag später. Auslöser waren länger währende Streitigkeiten zwischen Kreiekamp und Gremien der BVG; Kreienkamp hatte unter anderem auch öffentlich gegenüber der Süddeutschen Zeitung den Vorwurf erhoben, es gebe bis in die Führungsebene der BVG homophobe Strukturen. Ihr Nachfolger als BVG-Vorstand wurde zum 1. Januar 2024 der frühere Vorstand der Hamburger Hochbahn (HHA), Henrik Falk.

## Engagement
Kreienkamp engagierte sich bereits in den 1990er-Jahren bei der Allianz für mehr Diversität in dem Unternehmen, 1995 gründete sie dort ein LGBT-Netzwerk. Zudem ist sie Mitgründerin des Netzwerks Wirtschaftsweiber und des Vereins FidAR – Frauen in die Aufsichtsräte. 2006 organisierte Kreienkamp den „1. Internationalen Gender Marketing Kongress“.
2019 belegte sie den ersten Platz bei „Germany’s Top 100 Out Executives“, einem Ranking für erfolgreiche Personen im Management, die sich als lesbisch, schwul, trans-, inter- oder bisexuell definieren. Bereits 2018 hatte sie den zweiten Platz belegt.

## Privat
Kreienkamp ist verheiratet und lebt mit ihrer Ehefrau in Berlin-Reinickendorf.

## Veröffentlichungen
- Eva Kreienkamp: Gender-Marketing: Impulse für Marktforschung, Produkte, Werbung und Personalentwicklung. Mi-Fachverlag, Landsberg am Lech 2007, ISBN 978-3-636-03108-2.
- Eva Kreienkamp, Gerda Frisch, Julia Gabrysch: Frauen und ihre Altersversorgung. Auswirkungen der ökonomischen Emanzipation auf Finanzstatus und -verhalten von Frauen. Deutsches Institut für Altersversorgung, Köln 2010, ISBN 978-3-934446-39-7.